# جان بيار أمات
جان بيار أمات (بالفرنسية: Jean-Pierre Amat)‏ هو لاعب رماية فرنسي، ولد في 13 يونيو 1962 في شامبيري في فرنسا.

## وصلات خارجية
- جان بيار أمات على موقع الاتحاد الدولي (الإنجليزية)
- جان بيار أمات على موقع أوليمبيديا (الإنجليزية)